# Mojković
Mojković (en serbe cyrillique : Мојковић) est un village de Serbie situé dans la municipalité de Krupanj, district de Mačva. Au recensement de 2011, il comptait 687 habitants.
Le village est traversé par la rivière Jadar. Un autre village portant le nom de Mojković est situé à proximité.

## Démographie

### Évolution historique de la population
| 1948  | 1953  | 1961  | 1971  | 1981  | 1991 | 2002 | 2011 |
| ----- | ----- | ----- | ----- | ----- | ---- | ---- | ---- |
| 1 364 | 1 417 | 1 253 | 1 192 | 1 032 | 909  | 790  | 687  |

|  |